# Central Trains
| Central Trains                                                    | Central Trains         |
| ----------------------------------------------------------------- | ---------------------- |
| Ein Dieseltriebzug der Central Trains Ltd im Bahnhof Peterborough |                        |
| Firma                                                             | Central Trains         |
| Konzession und Dauer                                              | Central 1997–2007      |
| Hauptregion                                                       | Midlands               |
| Nebenregionen                                                     | North West East Anglia |
| Flotte                                                            | 156                    |
| Bahnhöfe                                                          | 232 (193 verwaltet)    |
| Muttergesellschaft                                                | National Express Group |

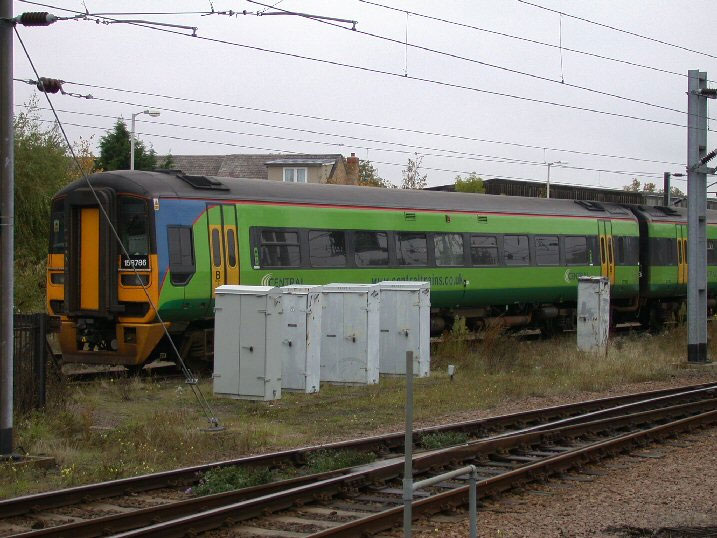
Zug von Central Trains (Baureihe „Class 158/0“) bei Cambridge

Central Trains Ltd war eine britische Eisenbahngesellschaft der National Express Group, die zwischen 1997 und 2007 regionale und überregionale Personenzüge in Mittelengland betrieb. Der Mittelpunkt ihres Netzes war Birmingham.

## Unternehmen Central Trains Ltd
Im britischen Schienenpersonenverkehr wird der Betrieb von Teilnetzen nach dem Franchise-Prinzip durch das britische Verkehrsministerium zeitlich befristet an interessierte Gesellschaften vergeben. Das Central Trains-Teilnetz wurde im März 1997 als eines der letzten Teilnetze privatisiert und zunächst bis März 2003 an die zur National Express-Gruppe zählende Central Trains Ltd vergeben. Der Vertrag wurde anschließend um drei weitere Jahre bis März 2006 und im Oktober 2004 nochmals um rund 1,5 Jahre bis Herbst 2007 verlängert.
Im Geschäftsjahr 2004/2005 beförderte Central Trains rund 40,5 Millionen Fahrgäste; acht Millionen mehr, als im Geschäftsjahr 1996/1997 vor der Privatisierung auf denselben Relationen befördert wurden. 2004/2005 wurden 1.428,2 Millionen Personenkilometer in Central Trains-Zügen zurückgelegt.
Betreiber lukrativer Teilnetze haben Konzessionsabgaben an die SRA zu leisten, während andere Netze bezuschusst werden. Central Trains erhielt im Geschäftsjahr 2004/2005 Zahlungen in Höhe von 155 Millionen britischen Pfund, die insbesondere zur Deckung von Investitionen in neue Fahrzeuge gewährt wurden. Unter den 18 durch die SRA bezuschussten Unternehmen erhielt Central Trains damit 2004/2005 die mit Abstand höchsten Zahlungen. Pro Personenkilometer wurden allerdings sechs Unternehmen höhere Subventionen gewährt.

## Betrieb und Zugangebot
Central Trains bot werktags etwa 1.300 Zugfahrten an und bediente dabei 232 Stationen. Für die überregionalen Verkehre wurde mit „Central Citylink“ ein eigener Markenname verwendet; die Nahverkehre im Großraum Birmingham wurden unter der Aufsicht der West Midlands Passenger Transport Executive unter deren Markenname „Centro“ angeboten.
Folgende Relationen wurden durch Central Trains bedient:

### Überregional („Central Citylink“)
- Birmingham – Wolverhampton – Stafford – Crewe – Liverpool/– Preston
- Cardiff – Gloucester – Birmingham – Derby – Nottingham
- Birmingham – Nuneaton – Leicester – Peterborough – Stansted Airport
- Liverpool – Manchester – Sheffield – Nottingham – Grantham – Peterborough – Norwich

### Regional
- Birmingham –/Walsall – Wolverhampton – Shrewsbury („Centro“)
- Birmingham – Coventry – Northampton („Centro“; wurde bis 2004 durch Silverlink betrieben)
- Birmingham – Stourbridge – Kidderminster – Worcester – Great Malvern – Hereford („Centro“)
- Birmingham – Bromsgrove – Worcester/– Redditch („Centro“)
- Birmingham – Walsall – Stafford („Centro“)
- Birmingham – Stratford-upon-Avon („Centro“)
- Birmingham – Leamington Spa („Centro“)
- Birmingham – Lichfield („Centro“)
- Birmingham – Nuneaton – Leicester
- Stafford – Stoke-on-Trent
- Coventry – Nuneaton – Lichfield – Stafford
- Derby – Matlock
- Nottingham – Derby – Birmingham/– Stoke-on-Trent – Crewe
- Nottingham – Loughborough – Leicester
- Nottingham – Grantham – Sleaford – Skegness
- Nottingham – Mansfield – Worksop
- Nottingham – Newark – Lincoln
- Newark – Lincoln – Grimsby
- Peterborough – Sleaford – Lincoln – Sheffield/– Doncaster

## Fahrzeuge
Central Trains Ltd erneuerte den 1997 übernommenen Fahrzeugpark innerhalb der zehn Betriebsjahre weitgehend. Die  zuletzt beschafften Fahrzeuge waren 30 elektrische Triebwagen der Baureihe 350 aus der „Desiro“-Fahrzeugfamilie von Siemens, die auf den von Central Trains befahrenen Abschnitten der West Coast Main Line zwischen Northampton, Birmingham und Liverpool/Preston zum Einsatz kamen.
Die durchwegs geleasten Fahrzeuge wurden nach dem Ende der Central Trains-Betriebskonzession an andere Bahngesellschaften weitergegeben.
| Im letzten Betriebsjahr 2007 vorhandene Fahrzeuge |                         |           |        |                                            |          |                                      |
| Baureihe                                          | Typ                     | Baujahr   | Anzahl | Leistung                                   | V/max    | Sitzplätze                           |
| 150/0 Sprinter                                    | Triebwagen (Diesel)     | 1984      | 2      | 638 kW                                     | 121 km/h | 240                                  |
| 150/1                                             | Triebwagen (Diesel)     | 1985/1986 | 27     | 425 kW (18 Fahrzeuge) 638 kW (9 Fahrzeuge) | 121 km/h | 138 (18 Fahrzeuge) 223 (9 Fahrzeuge) |
| 150/2                                             | Triebwagen (Diesel)     | 1986/1987 | 8      | 425 kW                                     | 121 km/h | 140                                  |
| 153                                               | Triebwagen (Diesel)     | 1987/1988 | 16     | 213 kW                                     | 121 km/h | 72                                   |
| 156                                               | Triebwagen (Diesel)     | 1987–1989 | 12     | 425 kW                                     | 121 km/h | 163                                  |
| 158                                               | Triebwagen (Diesel)     | 1990–1992 | 12     | 522 kW                                     | 145 km/h | 138                                  |
| 170/1 Turbostar                                   | Triebwagen (Diesel)     | 1998/1999 | 10     | 895 kW                                     | 160 km/h | 156                                  |
| 170/2                                             | Triebwagen (Diesel)     | 1998/1999 | 7      | 597 kW                                     | 160 km/h | 121                                  |
| 170/3                                             | Triebwagen (Diesel)     | 2000      | 3      | 895 kW (2 Fahrzeuge) 597 kW (1 Fahrzeug)   | 160 km/h | 174 (2 Fahrzeuge) 121 (1 Fahrzeug)   |
| 170/5                                             | Triebwagen (Diesel)     | 1999/2000 | 23     | 597 kW                                     | 160 km/h | 134                                  |
| 170/6                                             | Triebwagen (Diesel)     | 1999/2000 | 10     | 895 kW                                     | 160 km/h | 218                                  |
| 321                                               | Triebwagen (Elektrisch) | 1989/1990 | 4      | 996 kW                                     | 160 km/h | 299                                  |
| 323                                               | Triebwagen (Elektrisch) | 1992/1993 | 26     | 1.168 kW                                   | 121 km/h | 284                                  |
| 350                                               | Triebwagen (Elektrisch) | 2004/2005 | 30     | 1.500 kW                                   | 160 km/h | 280                                  |

## Ende der Central Trains-Leistungen
Am 19. Oktober 2004 entschied das britische Verkehrsministerium unter Führung von Alistair Darling, den „Central Trains“-Franchise-Bereich nach dem Auslaufen des bestehenden Vertrags mit Central Trains Ltd zum 11. November 2007 aufzulösen. Die bislang in diesem Teilnetz zusammengefassten Verkehrsleistungen wurden stattdessen drei teilweise bestehenden Franchise-Teilnetzen zugeordnet. Anstelle des großen Netzes „Central Trains“, das sehr unterschiedliche Leistungen auf einem großen geographischen Gebiet beinhaltete, sollte eine stärkere funktionale wie auch räumliche Aufteilung geschaffen werden. Dadurch verspricht man sich eine Verbesserung der Zuverlässigkeit und Kostenersparnisse.
In folgende Teilnetze wurden die bestehenden „Central Trains“-Leistungen zum 11. November 2007 integriert:

### Cross Country
Das „Cross Country“-Teilnetz umfasste bis 2007 bereits Fernverbindungen zwischen dem Süden Englands, Süd-Wales sowie Cornwall und Schottland via Birmingham. Diese wurden durch die überregionalen Central Trains-Verbindungen Cardiff– bzw. Hereford–Birmingham–Nottingham sowie Birmingham–Peterborough–Stansted Airport ergänzt.
Zugleich wechselte der Betreiber dieses Teilnetzes, indem Virgin Trains durch Arriva abgelöst wurde.

### West Midlands
Das neue „West Midlands“-Teilnetz wurde aus dem bislang durch Silverlink betriebenen Teilnetz mit Leistungen auf zwischen London und Northampton sowie bisherigen Central Trains-Verkehren um Birmingham, Liverpool und Preston gebildet. Auch hier kam es zu einem Betreiberwechsel: Anstelle von Silverlink erbringt nun London Midland diese Leistungen.

### East Midlands
Dem ebenfalls neuen „East Midlands“-Franchise wurden alle bisherigen „Central Trains“-Leistungen nördlich bzw. östlich einer gedanklichen Linie Leicester–Crewe zugeordnet, sofern sie nicht Teil des „Cross Country“-Netzes sind. Zudem wurde das gesamte „Midland Mainline“-Teilnetz, das bis April 2008 durch die Midland Mainline Ltd betrieben wurde, in das „East Midlands“-Netz integriert. Betreiber dieses Netzes wurde East Midlands Trains.